# Bosc Estatal de Barrès
El Bosc Estatal de Barrès és un bosc dels termes comunals dels Angles i de Formiguera, a la comarca del Capcir, i de la Llaguna, a la comarca del Conflent, tots dos de la Catalunya del Nord.
Està situat al nord-oest del terme de la Llaguna, a l'esquerra de la Tet, a ran del terme comunal cerdà de Bolquera, i a l'oest del dels Angles.
El bosc està sotmès a una explotació gestionada per l'ONF (Office national des forêts), atès que prové d'antigues propietats reials, on té el codi F16311I.